# ديلان هنتر
ديلان هنتر هو لاعب هوكي الجليد كندي، ولد في 21 مايو 1985 في مدينة كيبك في كندا.

## وصلات خارجية
- ديلان هنتر على موقع دوري الهوكي الوطني (الإنجليزية)
- ديلان هنتر على موقع EliteProspects.com (الإنجليزية)
- ديلان هنتر على موقع HockeyDB.com (الإنجليزية)